# Quercus prinoides
Quercus prinoides, conegut amb el nom anglès Dwarf Chinkapin (també "chinquapin") Oak, Dwarf Chestnut Oak o Scrub Chestnut Oak, és un tipus de roure que pertany a la família de les fagàcies i està dins de la secció dels roures blancs.

## Distribució
És originari de l'est de l'Amèrica del Nord, des de Massachusetts a Minnesota cap al nord i Carolina del Nord a Oklahoma cap al sud. També es troba a Ontario.

## Descripció
Com suggereix el nom de l'espècie, Dwarf Chinkapin (roure nan chinkapin) s'assembla al roure castanyer (Quercus prinus). Tanmateix, està més estretament relacionat amb Quercus muehlenbergii. De fet, les dues es consideren com la mateixa espècie, en aquest cas el roure més gran és una varietat de Quercus prinoides perquè la forma nana va ser descrita per primera vegada. Els dos poden ser distingits per les diferències en l'hàbit i l'hàbitat (el roure chinkapin es troba típicament en roca calcària, mentre que els llocs del roure nan es troben en sec i sòls sorrencs, sovint àcids).
És un arbust o petit arbre d'una gran difusió, caducifoli, que només creix fins als 4,6 m d'alçada i 6,4 m d'ample. Les fulles de roure nan chinkapin s'assemblen molt a les del roure chinkapin, si bé menor: de 15,5 cm de llarg, en comparació amb 10 a 18 cm de llarg per al roure chinkapin. Les glans tenen 15 a 25 cm de llarg amb la copa al voltant de la meitat de la gla.

## Ecologia i usos
Les glans de Quercus prinoides són de sabor dolç i apreciades pels éssers humans i moltes espècies de vida silvestre. La fusta té poc valor comercial degut a la seva petita grandària.
Les larves de l'arna Acronicta albarufa, s'alimenten d'aquesta planta.